# Alba Teruel (ciclista)
Alba Teruel Ribes (Benigánim, 17 de agosto de 1996) es una ciclista profesional española.

## Trayectoria
En categorías inferiores obtuvo el 2.º puesto en el Campeonato de España en Ruta júnior en 2013 lo que la dio acceso a los mundiales de la categoría en ese año. 2 años después debutó como profesional en el Lointek.
Aunque no llegó a destacar internacionalmente -con un 15.º puesto en la Gran Premio Cholet-Pays de Loire Femenino 2015 como mejor puesto- el 10.º puesto en la Madrid Challenge by La Vuelta 2017 fue el resultado definitivo para poder fichar por el Movistar en el año de debut de la creación del equipo en 2018.
Tras cuatro temporadas con el conjunto telefónico, firmó por el Bizkaia Durango para la temporada 2022. Al año siguiente, firma por el Laboral Kutxa-Fundación Euskadi por una temporada, renovando a mitad de temporada por dos años más.

## Palmarés
No ha obtenido victorias como profesional.

## Resultados en Grandes Vueltas y Campeonatos del Mundo
Durante su carrera deportiva ha conseguido los siguientes puestos en las Grandes Vueltas femeninas y en los Campeonatos del Mundo en carretera:
| Carrera         | Carrera         | 2015 | 2016  | 2017 | 2018 | 2019 | 2020 | 2021 | 2022  | 2023 | 2024 | 2025 |
| --------------- | --------------- | ---- | ----- | ---- | ---- | ---- | ---- | ---- | ----- | ---- | ---- | ---- |
|                 | Giro de Italia  | —    | —     | —    | —    | —    | —    | —    | 111.ª | —    | —    | —    |
|                 | Tour de l'Aude  | X    | X     | X    | X    | X    | X    | X    | X     | X    | X    | X    |
|                 | Tour de Francia | X    | X     | X    | X    | X    | X    | X    | —     | —    | —    | Ab.  |
|                 | Vuelta a España | 53.ª | 21.ª  | 10.ª | 81.ª | —    | —    | —    | —     | 58.ª | —    | Ab.  |
| Mundial en Ruta | Mundial en Ruta | —    | 102.ª | Ab.  | —    | —    | —    | —    | —     | Ab.  | —    | —    |

—: no participa

Ab: abandono

X: ediciones no celebradas.

La Vuelta a España Femenina conocida como Challenge by La Vuelta de 2015 a 2022.

## Equipos
- Lointek (2015-2017)
- Movistar (2018-2021)
- Bizkaia Durango (2022)
- Laboral Kutxa-Fundación Euskadi (2023-)